# Camini
Camini község (comune) Calabria régiójában, Reggio Calabria megyében.

## Fekvése
A megye északkeleti részén fekszik. Határai: Riace, Stignano és Stilo.

## Története
Alapításáról nem léteznek pontos adatok. Az évszázadok során egy Stilóhoz tartozó falucska volt. Korabeli épületeinek nagy része az 1783-as calabriai földrengésben elpusztult. A 19. században nyerte el önállóságát, amikor a Nápolyi Királyságban felszámolták a feudalizmust.

## Népessége
A népesség számának alakulása:

## Főbb látnivalói
- Madonna dell’Assunta-templom